# Code-Walkthrough
Code-Walkthrough bezeichnet das Durchdenken eines Problems in Bezug auf Computerprogramme in der Entwicklung. Er wird häufig in der Softwareindustrie gebraucht und beschreibt das Verifizieren von Algorithmen und Quellcode. Bei diesem Verifizieren folgt man Pfaden durch den Algorithmus bzw. Quellcode, die durch die Vorbedingungen und die möglichen, vom Nutzer getroffenen Entscheidungen festgelegt sind.
Der Zweck eines Walkthroughs ist es, festzustellen, ob der Algorithmus bzw. Quellcode den gestellten Anforderungen genügt.
Sehr ähnlich dem Code-Walkthrough ist der Cognitive Walkthrough, bei dem die Problemlösung mithilfe eines Computerprogrammes nur theoretisch durchdacht wird.